# Liste des villes jumelées du Danemark
 (décembre 2016).

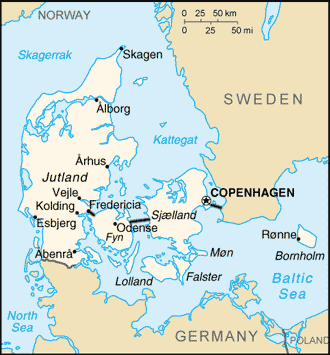
Carte du Danemark.

Ceci est la Liste des villes jumelées du Danemark ayant des liens permanents avec des communautés locales dans d'autres pays. Dans la plupart des cas, en particulier quand elle est officialisée par le gouvernement local, l'association est connue comme « jumelage » (même si d'autres termes, tels que « villes partenaires », « Sister Cities » ou « municipalités de l'amitié » sont parfois utilisés). La plupart des endroits sont des villes, mais cette liste comprend aussi des villages, des districts, comtés, etc., avec des liens similaires.
- Haut – A
- B
- C
- D
- E
- F
- G
- H
- I
- J
- K
- L
- M
- N
- O
- P
- Q
- R
- S
- T
- U
- V
- W
- X
- Y
- Z

## A

### Aalborg
- Riga, Lettonie (depuis 1989)[1]

## C

### Copenhague
- Beijing, Chine (depuis 2012)[2]

## H

### Helsingør
- Gdańsk, Pologne[3]

### Holstebro
Holstebro est un membre fondateur  du  Douzelage, une association de jumelage de 23 villes au travers  de  Union européenne. Ce jumelage actif a commencé en 1991 et il y a des événements réguliers, comme un marché de produits de chacun des autres pays et des festivals,.
| - Judenburg, Autriche - Houffalize, Belgique - Sušice, République tchèque - Türi, Estonie - Karkkila, Finlande - Granville, France - Bad Kötzting, Allemagne - Preveza, Grèce | - Kőszeg, Hongrie - Bellagio, Italie - Bundoran, Irlande - Sigulda, Lettonie - Prienai, Lituanie - Niederanven, Luxembourg - Marsaskala, Malte - Meerssen, Pays-Bas | - Chojna, Pologne - Sesimbra, Portugal - Zvolen, Slovaquie - Altea, Espagne - Oxelösund, Suède - Sherborne, Royaume-Uni |

## Sources
- (en) Cet article est partiellement ou en totalité issu de l’article de Wikipédia en anglais intitulé « List of twin towns and sister cities in Denmark » (voir la liste des auteurs).